# Death (прото-панк-группа)
Death — американская рок-группа, сформированная родственниками David, Bobby и Dannis Hackney в 1971 году. Ранее братья занимались соул- и фанк-музыкой, однако потом стали увлекаться группами Black Sabbath, MC5, Alice Cooper и The Stooges, в результате чего появилась демозапись, нашедшая своих поклонников на бурнорастущей андеграундной рок-сцене Детройта.
Первым названием группы было Rock Fire Funk Express, однако гитарист David убеждает братьев сменить его на Death. Для дебютных студийных записей был приглашён продюсер Don Davis (Funkadelic), который помог группе разработать уникальное, сырое, нервное рок-звучание. Политически заряженные панк-синглы заметил Clive Davis из Columbia Records, который захотел сменить название группы на что-то более щадящее, чем Death (рус. Смерть). Это привело к расколу группы, участники группы направляются в Новую Англию, к сводному брату. То, что изначально должно было быть непродолжительным отдыхом, затянулось на многие годы, и братья разошлись. Распад группы произошёл в 1977 году. В начале 1980-х братья издают два госпел-рок-альбома под названием The 4th Movement. David Hackney скончался от рака лёгких в 2000 году.
В 2009 году на лейбле Drag City был издан альбом For the Whole World to See, собравший все 7 синглов группы. Death воссоединяются для серии выступлений в 2010 году, включая участие на фестивале South by Southwest. В начале 2011 года Drag City, с помощью участников группы, издаёт коллекцию демозаписей и ауттейков Spiritual • Mental • Physical. Другой сборник Death III появился в 2014 году, содержащий архивные записи периода 1975-1990 гг.

## Дискография

### Rock Fire Funk Express
- "People Save the World"/"RockFire Funk Express" 7" single (Recorded 1973, released 2011 by Third Man Records)

### Death
- "Politicians In My Eyes" b/w "Keep on Knocking" 7" (Recorded 1975, released 1976 by Tryangle Records, reissued 2013 by Drafthouse Films)
- ...For the Whole World to See (Recorded 1974, released 2009 by Drag City)
- Spiritual • Mental • Physical (Recorded 1974-76, released 2011 by Drag City)
- "Relief" online single (2012, CD Baby)[3]
- Raw demo recording of "Politicians In My Eyes" (Recorded 1974, released online by Drafthouse Films, 2013)

### The 4th Movement
- The 4th Movement LP (1980)
- Totally LP (1982)

## Фильмография
- A Band Called Death DVD/Blu-ray (2013, Drafthouse Films)
- How I Met Your Mother Episode 'False Positive' (Season 6, Ep. 12) (2010) - song Freakin' Out
- Entourage Episode 'Bottoms Up' (Season 7, Ep. 5) (2011) - song Politicians In My Eyes
- Native Son (2019) - song Politicians In My Eyes

## Видеоклипы
- Death - Keep on Knocking (Live in studio)